# Sarnen
Sarnen ist eine politische Gemeinde und der Hauptort des Kantons Obwalden in der Schweiz.

## Geographie
Die Gemeinde liegt am nördlichen Ende des Sarnersees auf 470 m ü. M. im Sarneraatal. Der tiefste Punkt ist der Wichelsee auf 459 m ü. M., der höchste Punkt ist der Fürstein mit 2040 m ü. M. Zur Gemeinde Sarnen gehören die Ortsteile bzw. Weiler Bitzighofen, Kägiswil, Kirchhofen, Ramersberg, Stalden und Wilen/Oberwilen. Das mit Einzelhöfen bebaute Hanggebiet jenseits (westlich) des Schwandbachs wird Schwendi genannt. Der Sarnersee und der Wichelsee liegen teilweise auf dem Gebiet der Gemeinde Sarnen.

## Geschichte

Sarnen, historisches Luftbild von 1919, aufgenommen aus 150 Metern Höhe von Walter Mittelholzer

Sarnen, Panorama gegen das Stanserhorn, 1910

Der Name Sarnen ist vorkeltischen Ursprungs und enthält als «fliessendes Gewässer» die indogermanische Wurzel ser bzw. sar mit der Bedeutung fliessen (vergleiche: Saar). Demnach dürfte Sarnen bereits in der frühen Bronzezeit, also in den ersten Jahrhunderten nach 2000 v. Chr., besiedelt gewesen sein. Die erste schriftliche Erwähnung Sarnens stammt aus einer Schenkungsurkunde des Adligen Recho an das Kloster St. Leodegar in Luzern. Dort erscheint der Ortsname als Sarnono, die Schenkung fand zu einem unbestimmten Zeitpunkt zwischen 825 und 909 statt. In einer Urkunde des Grafen Ulrichs des Reichen (Ulrich I.) von Lenzburg aus dem Jahr 1036 erscheint der Ort mit dem Namen Sarnuna, im alten Sarner Jahrzeitenbuch als Sarnon.
Während der Helvetischen Republik zwischen 1798 und 1803 war Sarnen Hauptort des Distrikts Sarnen des Kantons Waldstätte. In der Mediation 1803 wurde dann die Souveränität des Halbkantons Obwalden wiederhergestellt und Sarnen ist seitdem wieder Hauptort von Obwalden.

### Landessender Sarnen
In Stalden in der Gemeinde Sarnen befand sich bis Mitte der 1990er Jahre der Landessender Sarnen, eine Sendeanlage für Rundfunk im Mittelwellen- und Kurzwellenbereich mit Steilstrahlantennen. Sie diente zur nächtlichen Ausstrahlung des Rundfunkprogramms des Senders Beromünster. Diese Anlage ist heute als Mittelwellensender ausser Betrieb, aber noch existent und möglicherweise funktionsfähig.

### Katastrophen
Am 14. August 1468 zerstörte zwischen ein und zwei Uhr am Nachmittag ein verheerender Brand mindestens zweiundzwanzig Häuser, darunter auch das 1418 erbaute Rathaus. Bruder Klaus soll vom Flüeli aus mit einem Kreuzzeichen den Brand gelöscht haben. In der Nacht vom 5. zum 6. April 1919 kam es zu einer Brandkatastrophe am Dorfplatz von Sarnen. Dabei brannten das Zunft- und Gasthaus «Zum Schlüssel» und das Wohnhaus «Joller» ab.
Am 9. August 1831 kam es zu einer grossen Überschwemmung durch die Grosse Melchaa. Da dies nicht die einzige war, wurde zwischen 1878 und 1880 die Melchaa verlegt und fliesst seither nicht mehr durch Sarnen, sondern in den Sarnersee. In der Folge musste auch zwischen 1881 und 1882 der Abfluss des Sarnersees in die Sarner Aa tiefer gelegt werden. Beim Alpenhochwasser 2005 trat der Sarnersee erneut über die Ufer und richtete in Sarnen grosse Schäden an.
Nach Erdbeben im 14. Jahrhundert traten in den Jahren 1774–1777 in der Gegend von Sarnen mehrere Erdbeben mit einer Intensität von mindestens Io = VII auf. Bei den Erdbeben vom 17. Februar und vom 14. März 1964 wurden mehrere Gebäude in Sarnen beschädigt, so dass diese abgestützt werden mussten. Auch die Sarner Pfarrkirche St. Peter und Paul wurde durch das Erdbeben der Stärke 5,7 in Mitleidenschaft gezogen.

## Bevölkerung

### Bevölkerungsentwicklung
Im 18. Jahrhundert gab es wegen der hohen Kindersterblichkeit kein Wachstum der Bevölkerung. Zwischen 1799 und 1880 wuchs die Zahl der Bewohner um rund 60 Prozent. Zwischen 1880 und 1888 sank die Einwohnerzahl. Grund hierfür waren die fehlenden Arbeitsplätze und die deswegen erfolgende Abwanderung in andere Regionen der Schweiz und nach Übersee. Seit 1888 wächst die Einwohnerschaft unablässig und hat in den letzten Jahren die Marke von 10'000 Einwohnern überschritten. Zahlreiche Arbeitsplätze in grösseren Betrieben entstanden und es kam zu einer Zuwanderung auch aus dem Ausland. Deshalb ist die Bevölkerung zwischen 2000 und 2020 um 14,97 % bzw. beinahe 1400 Personen gewachsen.
Bevölkerungsentwicklung von Sarnen seit 1743. Quellen: Volkszählungen (1743 Kantonale, 1799 Helvetische; 1850-2000 Eidgenössische); Bundesamt für Statistik (2010 und 2020)

### Sprachen
Fast die gesamte Bevölkerung spricht Obwaldnerdeutsch, eine hochalemannische Mundart im Schweizerdeutschen. Bei der Volkszählung im Jahr 2000 gaben 91,0 % Deutsch, je 1,6 % Italienisch und Albanisch, 1,2 % Serbokroatisch, 1,1 % Portugiesisch und 0,5 % Türkisch als Hauptsprache an.

### Religionen – Konfessionen
Die Bevölkerung war früher vollumfänglich Mitglied der Römisch-Katholischen Kirche. Die Konfessionsverhältnisse im Jahr 2000 lassen immer noch diese ursprüngliche Struktur erkennen: 7'180 Personen waren katholisch (78,51 %). Daneben gab es 7,75 % protestantische und 1,22 % andere Christen (meist orthodoxe Christen), 4,06 % Muslime und 4,33 % Konfessionslose. 314 Personen (3,43 %) machten keine Angaben zu ihrem Glaubensbekenntnis. Die Entkirchlichung und die Zuwanderung aus anderen Gemeinden und dem Ausland hat in Sarnen zu einem Anstieg anderer Bekenntnisgruppen geführt.

### Herkunft – Nationalität
Von den laut BFS Ende 2021 10.650 Bewohnern waren 8960 (84,13 %) Schweizer Staatsangehörige. Die Zugewanderten stammen mehrheitlich aus Mitteleuropa (Deutschland, Niederlande, Österreich und Polen), Südeuropa (Italien, Portugal und Spanien), dem ehemaligen Jugoslawien (Kosova/Kosovo, Kroatien, Nordmazedonien und Serbien), der Türkei, Asien (Afghanistan, China und Sri Lanka) sowie Afrika (Eritrea). Die grössten Zuwanderungsgruppen kommen aus Deutschland (350 Personen), Portugal (280 Personen), Italien (178 Personen), Kosova/Kosovo (127 Personen), Eritrea (84 Personen), Nordmazedonien (65 Personen) sowie Kroatien (55 Personen). Bei der Volkszählung 2000 waren 7890 Personen (86,28 %) Schweizer Bürger; davon besassen 235 Personen eine doppelte Staatsbürgerschaft.

### Altersstruktur
Die Gemeinde zählt einen hohen Anteil an Einwohnern im mittleren Alter. Während der Anteil der Personen unter zwanzig Jahren 18,75 % der Ortsbevölkerung ausmacht, sind 27,93 % Senioren (60 Jahre und älter). Die grösste Altersgruppe stellen die Personen zwischen 45 und 59 Jahren. Auf 100 Personen im arbeitsfähigen Alter (20–64 Jahre; 6246 Personen) entfallen 31 Junge (1944 Personen) und 35 Menschen (2178 Personen) im Pensionsalter.
Ende 2018 ergab sich folgende Altersstruktur:
| Alter                                                             | 0–6 Jahre | 7–15 Jahre | 16–19 Jahre | 20–29 Jahre | 30–44 Jahre | 45–59 Jahre | 60–79 Jahre | 80 Jahre und mehr |
| Anzahl                                                            | 688       | 846        | 410         | 1200        | 1936        | 2392        | 2342        | 554               |
| Anteil                                                            | 6,64 %    | 8,16 %     | 3,95 %      | 11,57 %     | 18,67 %     | 23,07 %     | 22,59 %     | 5,34 %            |
| Quelle: Bundesamt für Statistik, Bevölkerung nach Alter Ende 2018 |           |            |             |             |             |             |             |                   |

## Wirtschaft
Das Kantonsspital Obwalden beschäftigt 440 Mitarbeiter. Weitere grosse Arbeitgeber sind die Leister-Gruppe in Kägiswil und die Obwaldner Kantonalbank. Ebenso haben die Nahrungsmittelkonzerne Nahrin und Saguna in Sarnen ihre Hauptsitze, und auch die Sika AG hat in Sarnen einen Produktionsstandort.
In Sarnen gab es im Jahr 2008 7140 Beschäftigte in 853 Betrieben. 5,7 % der Beschäftigten in Sarnen arbeiteten im Bereich Landwirtschaft/Forstwirtschaft/Fischerei (Sektor 1), 27,8 % in Industrie und Gewerbe (Sektor 2) und 66,6 % in Dienstleistungsunternehmen (Sektor 3). Die Arbeitslosenquote betrug 2011 0,94 %.
Im Jahr 2017 waren von den 8411 Beschäftigten 4324 männlich und 4087 weiblich. Die Zahlen für die drei Sektoren sehen wie folgt aus:
| | Betriebe | Betriebe | Beschäftigte | Beschäftigte | Vollzeitstellen | Vollzeitstellen |
| Anzahl | Anteil   | Anzahl   | Anteil       | Anzahl       | Anteil          |                 |
| --- | -------- | -------- | ------------ | ------------ | --------------- | --------------- |
| 1. Sektor | 144      | 11,55 %  | 0363         | 04,32 %      | 0229            | 03,59 %         |
| |          |          |              |              |                 |                 |
| 2. Sektor | 142      | 11,39 %  | 2019         | 24,00 %      | 1792            | 28,06 %         |
| |          |          |              |              |                 |                 |
| 3. Sektor | 961      | 77,06 %  | 6029         | 71,68 %      | 4365            | 68,35 %         |
| |          |          |              |              |                 |                 |
| Total | 1247     | 100 %    | 8411         | 100 %        | 1853            | 100 %           |
| Quelle: Bundesamt für Statistik; Statistik der Unternehmensstruktur STATENT, Arbeitsstätten und Beschäftigte nach Gemeinde und Wirtschaftssektoren |          |          |              |              |                 |                 |

## Sehenswürdigkeiten

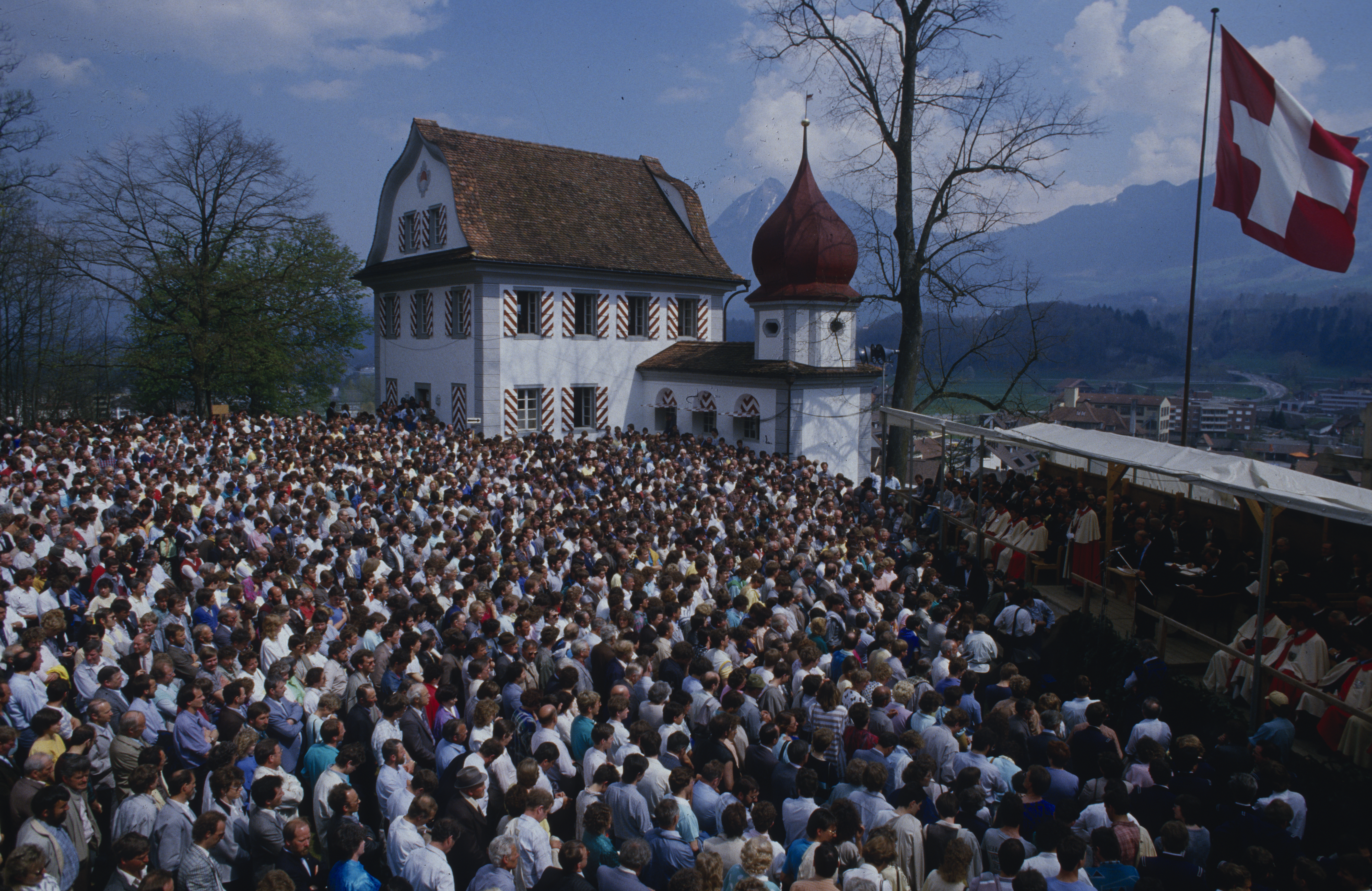
Landsgemeinde 1987 auf dem Landenberg

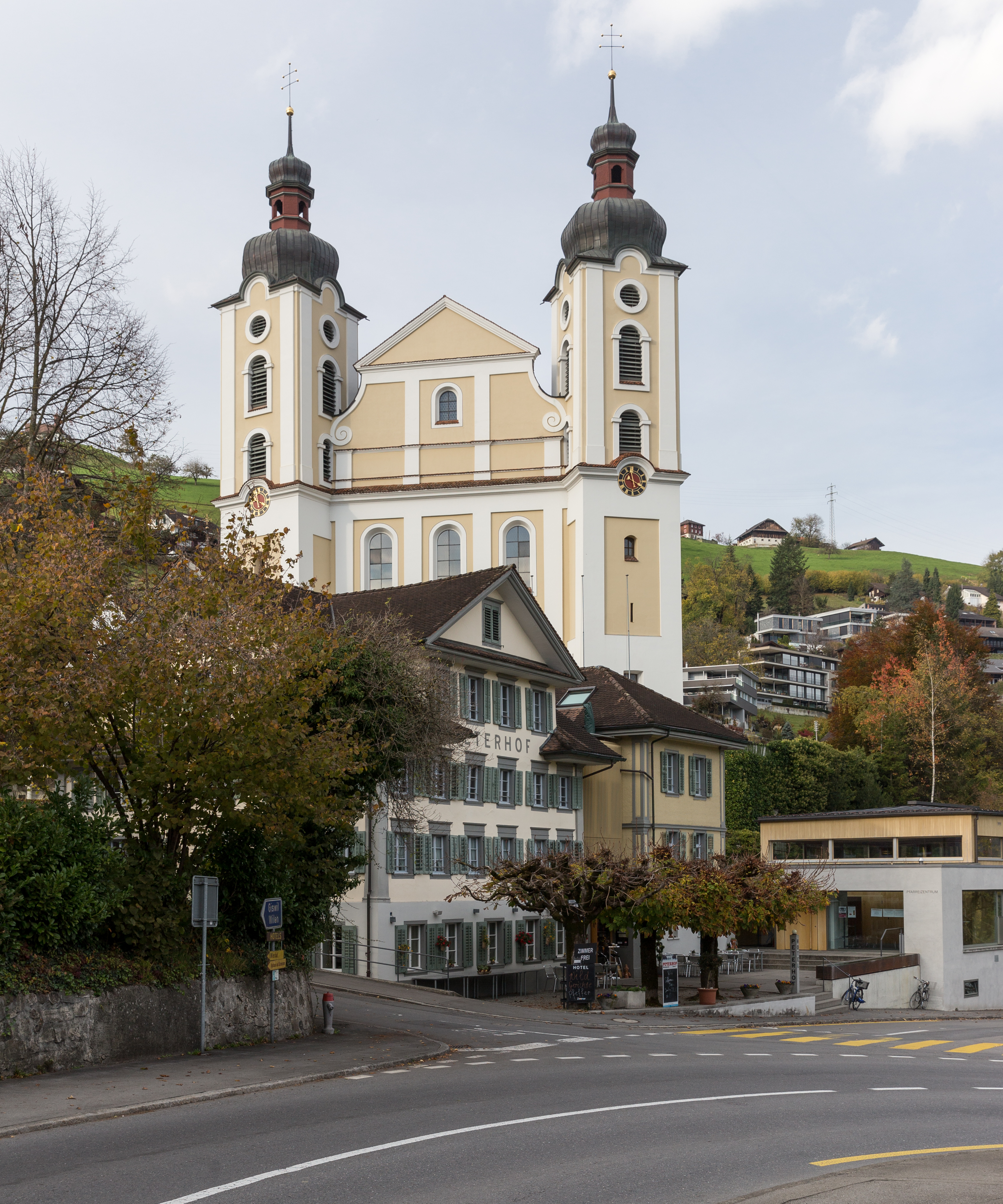
Pfarrkirche St. Peter & Paul

Die wichtigsten Sehenswürdigkeiten sind der Landenberg (ehemaliger Sitz der Vögte, vom 17. bis 20. Jahrhundert Tagungsort der Obwaldner Landsgemeinde), der Dorfplatz, das Grundacherhaus und das Historische Museum Obwalden in der ehemaligen Kaserne Sarnen.
Sehenswert ist auch der Hexenturm am linken Ufer der Sarner Aa. Er ist einer der wenigen noch erhaltenen Burgtürme aus der Entstehungszeit der Eidgenossenschaft und steht unter Denkmalschutz des Innerschweizer Heimatschutzes. Er wurde vor 1291 erbaut und kam etwa 1308 nach gewaltfreier Einnahme in den Besitz des Landes Obwalden. In der Folgezeit diente er als Gefängnis, Verhörkammer, Schatzturm, Archiv und Museum. Heute ist in dem Turm das Obwaldner Staatsarchiv untergebracht, zu dem auch das Weisse Buch von Sarnen gehört. Im Jahr 2009 wurde eine neue selbsttragende Stahltreppe angebaut.
Die Pfarrkirche St. Peter und Paul im Dorfteil Kirchhofen ist ein geschlossenes, spätbarockes Bauwerk, das mit seiner Lage oberhalb des Sees weit in die Umgebung ausstrahlt. Es steht als Kulturgut von nationaler Bedeutung unter Denkmalschutz. Ebenfalls unter Denkmalschutz steht die Kollegiumskirche St. Martin, die in ihrer Formensprache an die Arbeiten des schweizerisch-französischen Architekten Le Corbusier erinnert. Das Frauenklosters St. Andreas stellt mit dem um 1360 entstandenen Sarner Jesuskind ein Wallfahrtsort dar. Zudem gehört die Sammlung und Musikaliensammlung des Klosters zu den Kulturgütern von nationaler Bedeutung.

## Bilder

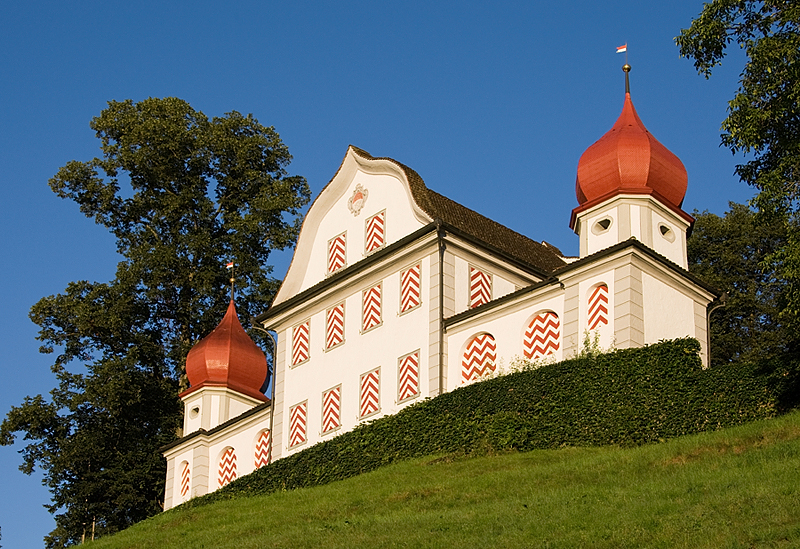
Landenberg
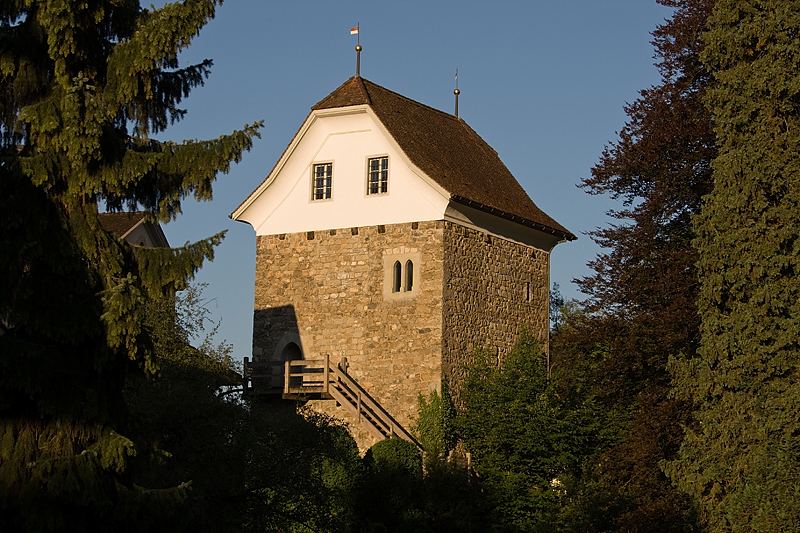
Hexenturm
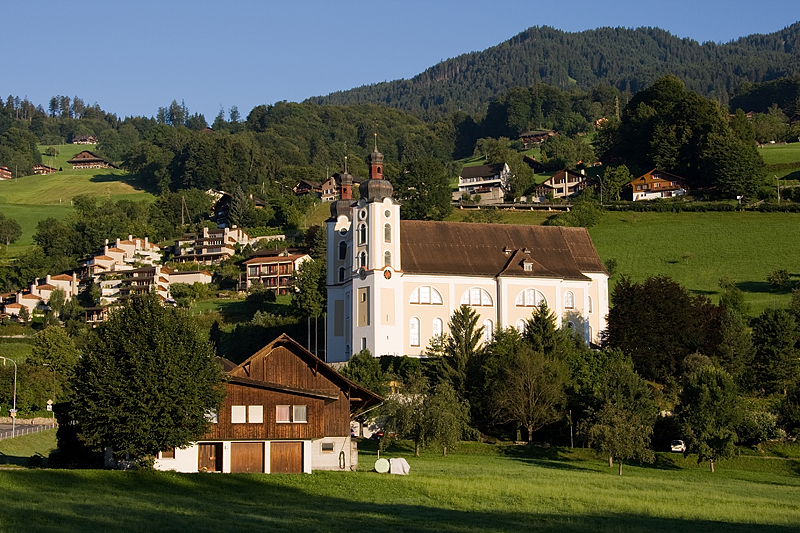
Pfarrkirche St. Peter und Paul
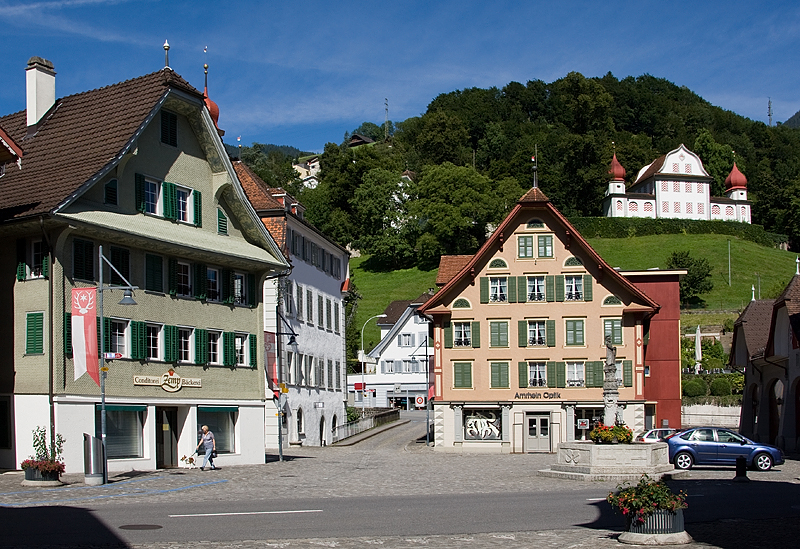
Dorfplatz
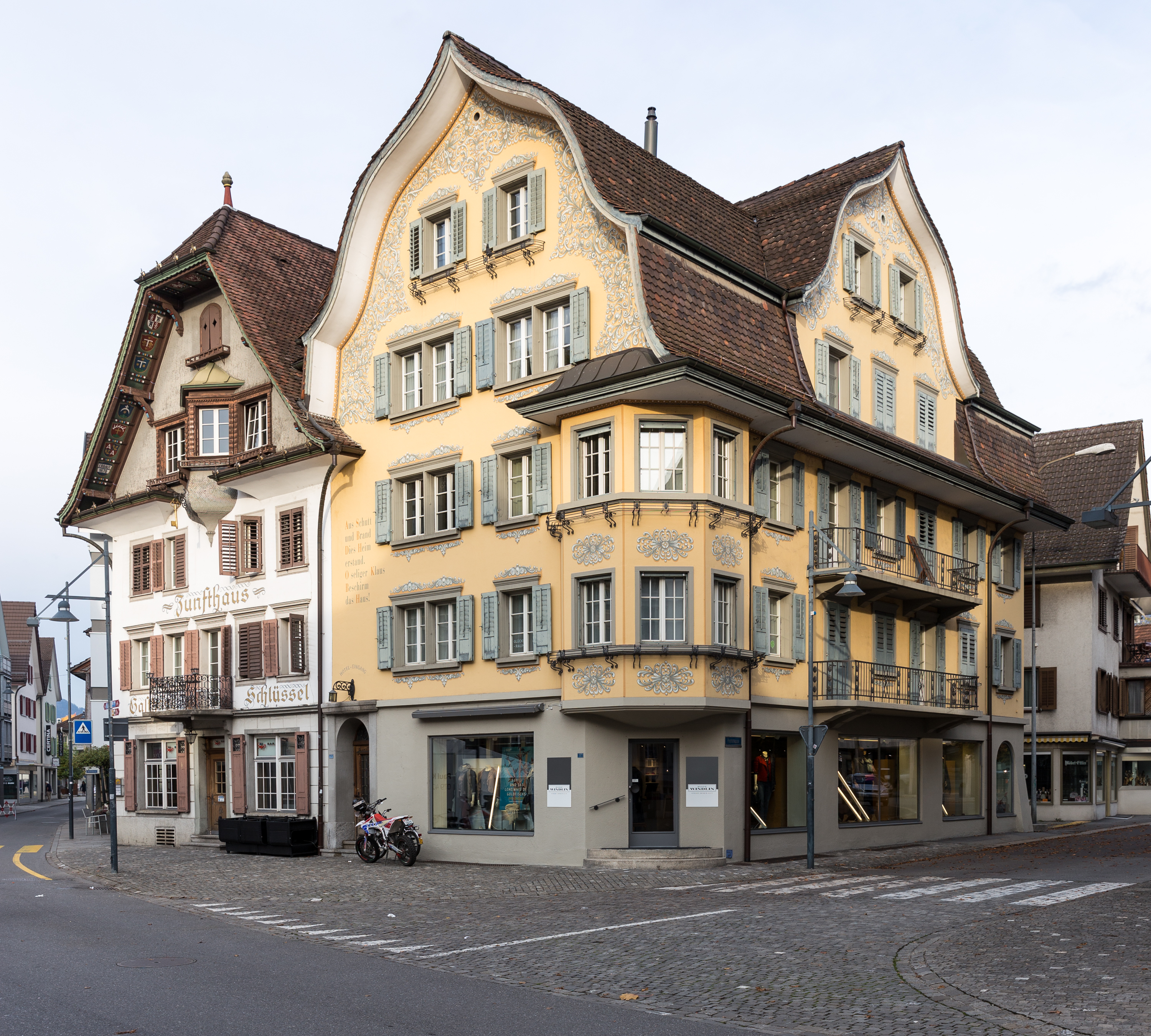
Dorfplatz 11 & 12
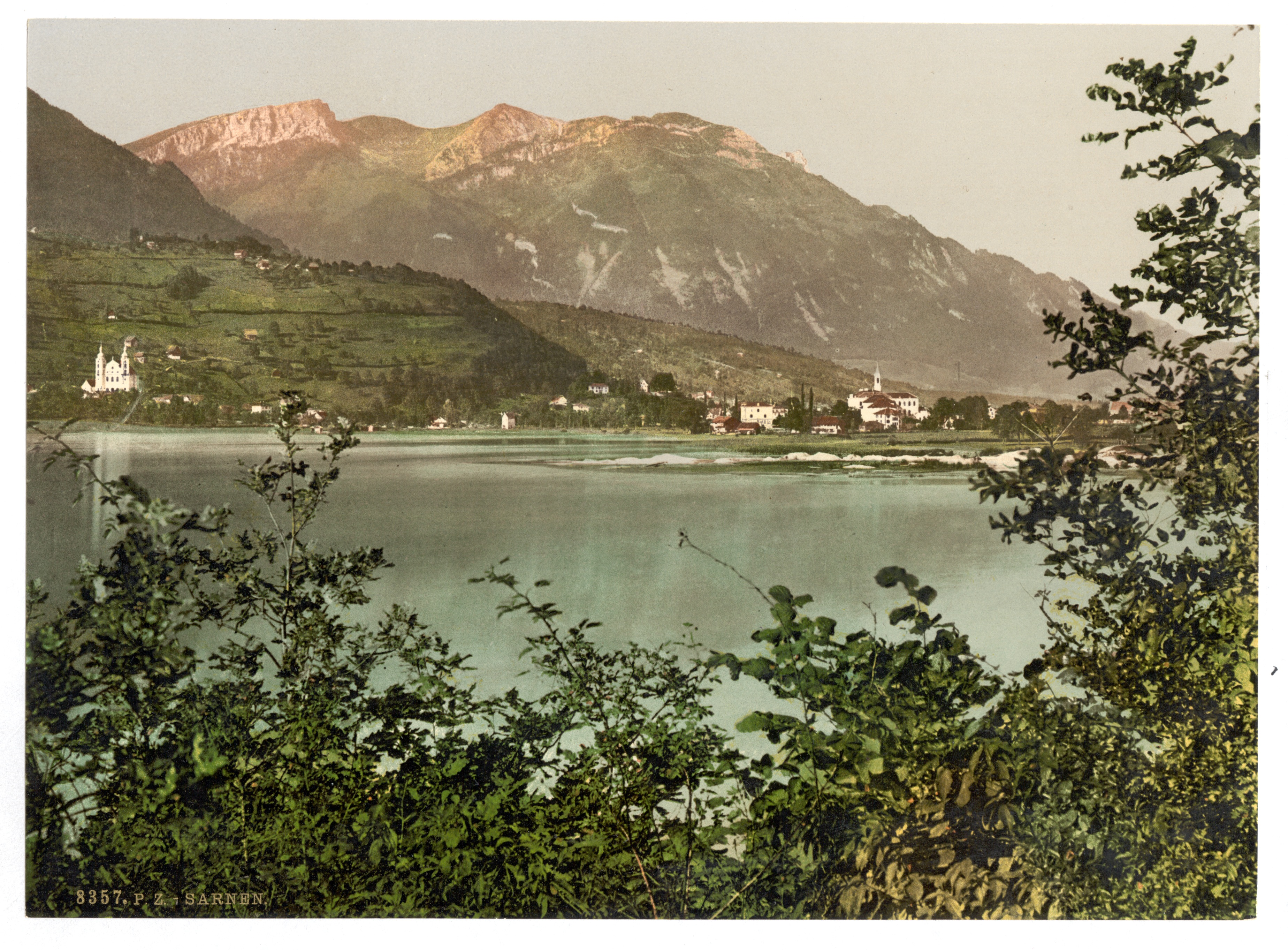
Sarnen am Sarnersee um 1900
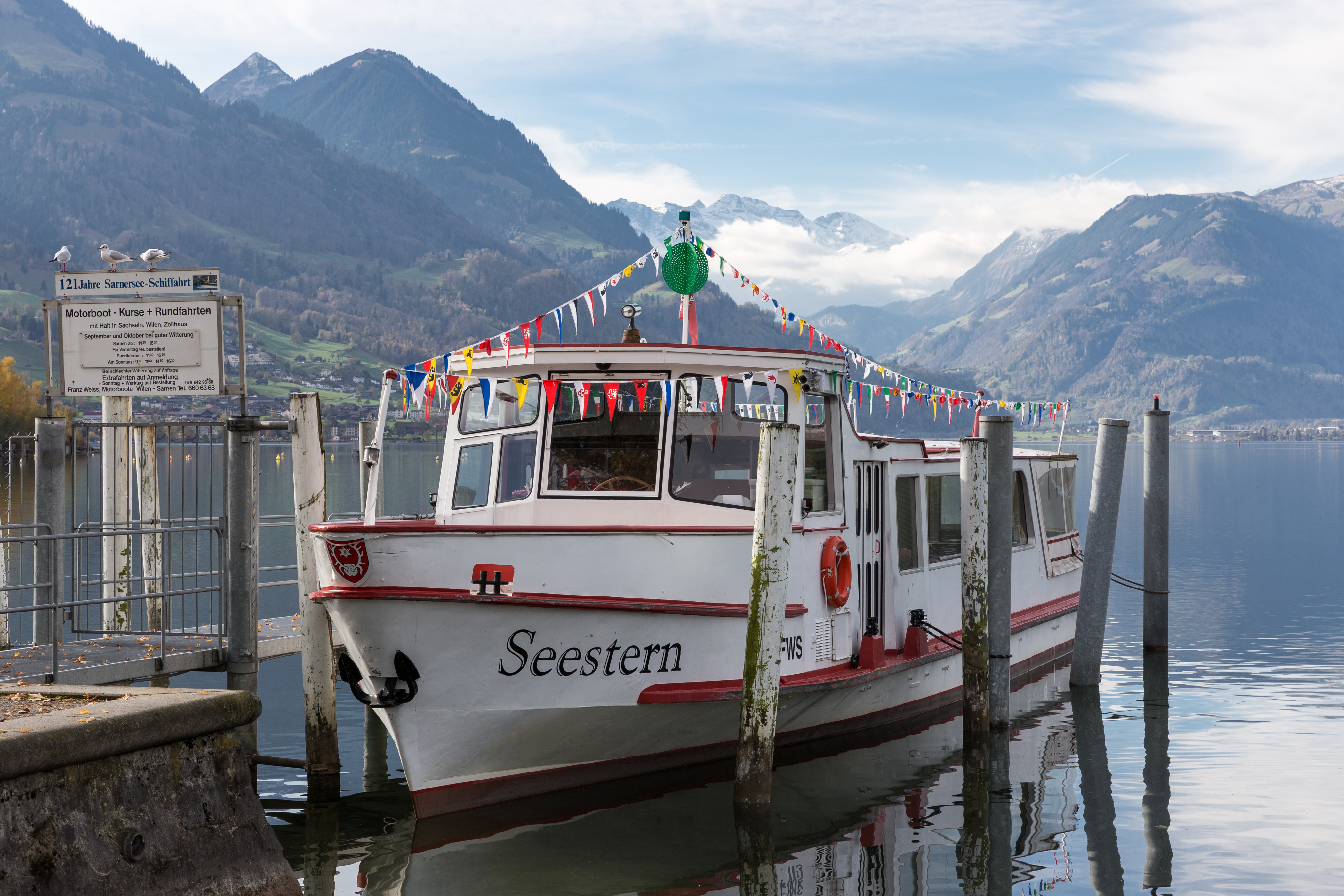
Schifffahrt auf dem Sarnersee

## Kultur und Bildung

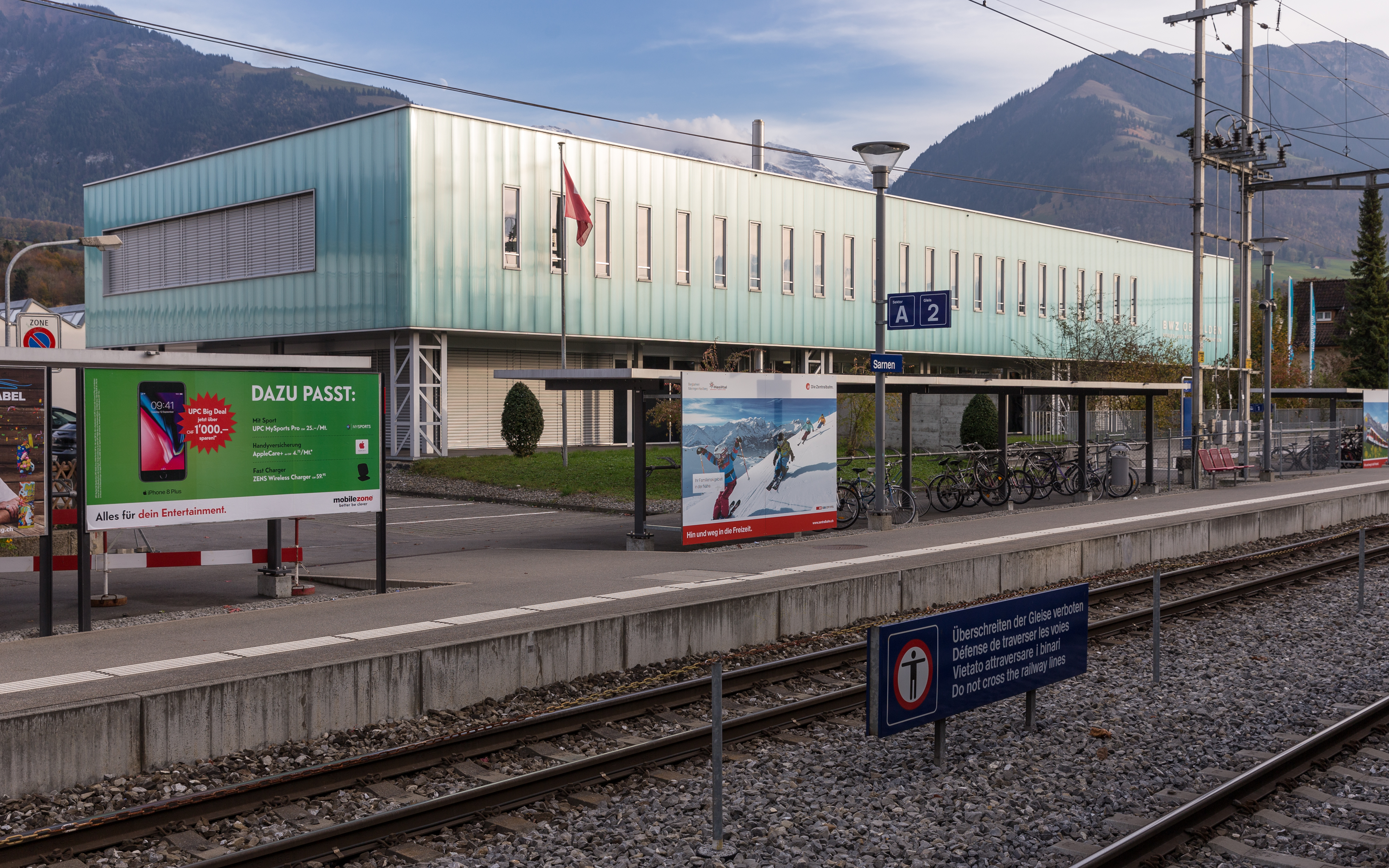
BWZ Berufs- und Weiterbildungszentrum Obwalden

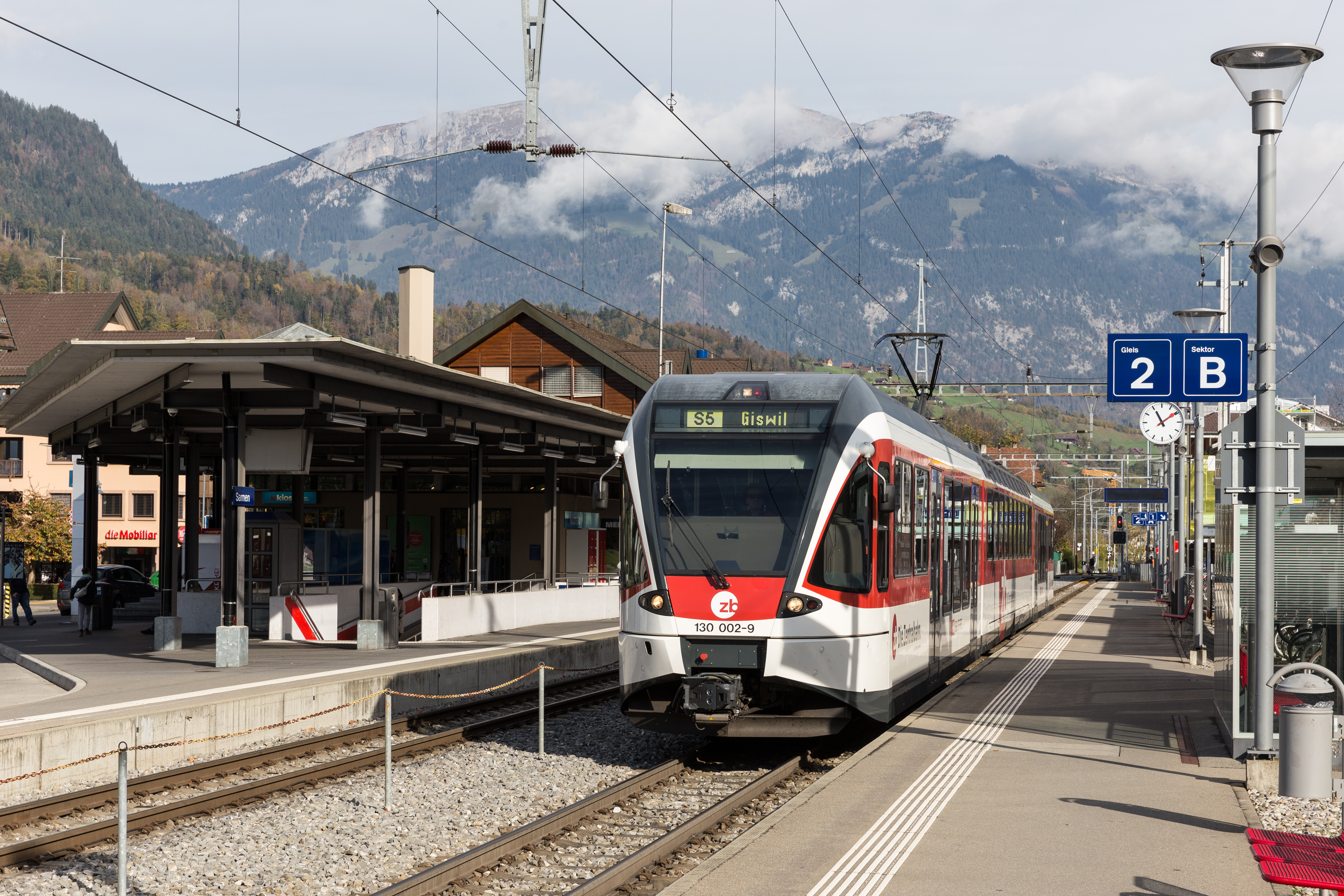
Bahnhof Sarnen (2017)

Sarnen ist bekannt für seine traditionelle Musik. Im Sommer gibt es ein kleines Musikfestival, das HUIS Festival. Die Kantonsbibliothek Obwalden mit einem bedeutenden historischen Buchbestand ist in dem denkmalgeschützten Grundacherhaus untergebracht.
Sarnen ist der Sitz der Kantonsschule Obwalden, des Berufs- und Weiterbildungszentrums Obwalden, der Höheren Fachschule Medizintechnik, der Schule Sarnen (Kindergarten, Primarschule und Sekundarschule/Integrierte Orientierungsschule), zweier Privatschulen und des Freizeitzentrums Obwalden.

## Verkehr

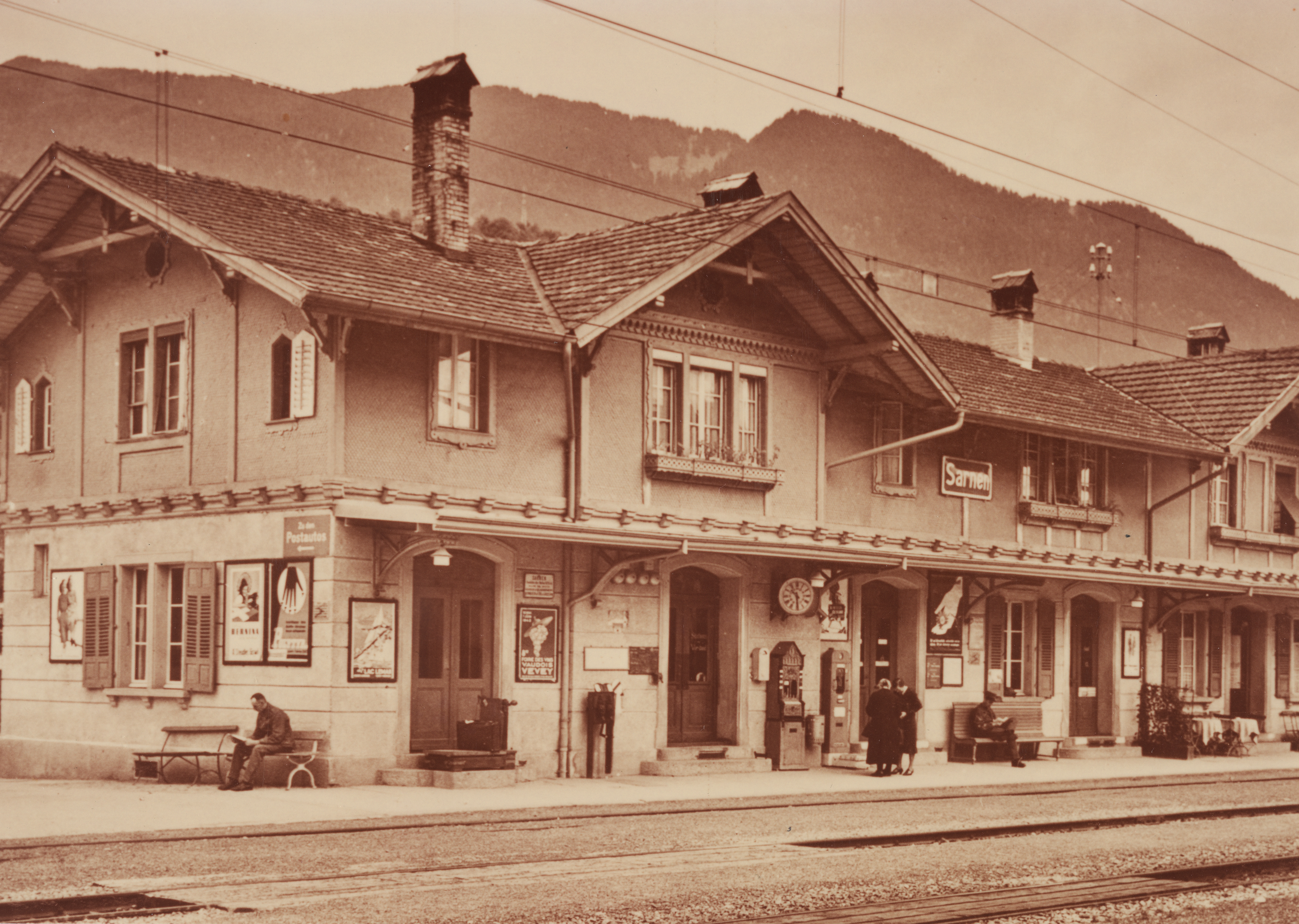
Stationsgebäude Bahnhof Sarnen (ca. 1940)

Sarnen ist durch die zwei Vollanschlüsse Sarnen-Süd und Sarnen-Nord an die Autostrasse A8 gut erschlossen. Die Fahrzeit nach Luzern beträgt rund 20 Minuten. Die Kantonsstrasse Luzern–Interlaken führt mitten durchs Dorf.
Der Bahnhof Sarnen an der Brünigbahnlinie der Zentralbahn ermöglicht es seit 1888, die Ortschaft auf dem Schienenweg zu erreichen. Seit 2016 besteht mit Sarnen-Nord eine weitere Haltestelle der Zentralbahn auf dem Gemeindegebiet. Busverbindungen mit Postautolinien führen nach Alpnach-Dorf, Kerns–Melchtal–Stöckalp, Sachseln–Flüeli-Ranft, Wilen/Oberwilen sowie auf den Glaubenberg. Auf dem Sarnersee verkehrt im Sommer das Kursschiff Seestern, das von Sarnen aus alle Orte rund um den Sarnersee anfährt.
Im Ortsteil Kägiswil befindet sich der Flugplatz Kägiswil.
Zur historischen Verkehrssituation von Sarnen siehe die Angaben beim Kanton Obwalden.

## Persönlichkeiten

### Ehrenbürger
Erste und einzige Ehrenbürgerin von Sarnen ist seit Mai 2019 alt Bundesrätin Doris Leuthard.

### Söhne und Töchter der Gemeinde
- Niklaus von Flüe (1598–1649), Theologe und Abt des Klosters Wettingen, Urenkel von Bruder Klaus
- Johann Just Ignaz Imfeld (1691–1765), Obwaldner Magistrat
- Nikolaus II. Imfeld (1694–1773), der 45. Abt der Benediktinerabtei Einsiedeln
- Theodor Wirz (1842–1901), Politiker
- Peter Anton Ming (1851–1924), Nationalrat, Landammann, Richter und Arzt
- Xaver Imfeld (1853–1909), Ingenieur-Topograf
- Lukas Etlin (1864–1927), Benediktinerpater
- Alois Stockmann (1872–1950), Jesuit und Literaturwissenschaftler
- Rosalie Küchler-Ming (1882–1946), Heimatschriftstellerin
- Alois Röthlin (1882–1957), Komponist, Organist und Politiker
- Hugo Müller (1893–1975), römisch-katholischer Geistlicher, Theologe, Onomastiker  und  Hochschullehrer
- Hugo Imfeld (1916–1993), Bildhauer, Reliefkünstler, Grafiker und Zeichner
- Jost Dillier (1921–2016), Politiker (CVP)
- Josef Pfammatter (1926–2007), römisch-katholischer Theologe
- Karl Imfeld (1931–2020), Kernser Pfarrer, Mundartforscher, Volkskundler, Schriftsteller und Hörspielautor
- Ruedi Rymann (1933–2008), Jodler, Sänger und Komponist
- Franz Bucher (* 1940), bildender Künstler
- Angelo Garovi (* 1944), Germanist, Historiker, Musikwissenschafter und Komponist
- Geri Dillier (* 1949), Hörspiel-Regisseur, Hörfunk-Redaktor, Dramaturg und Kulturförderer
- Hannes Britschgi (* 1955), Journalist, Fernsehmoderator und Publizist
- Hanspeter Müller-Drossaart (* 1955), Schauspieler
- Karl Vogler (* 1956), Nationalrat und Rechtsanwalt
- Walter Britschgi (* 1957), Sportkletterer und Bergsteiger
- Gabriela Amgarten (* 1961), Fernsehmoderatorin und Redaktorin
- Megi Zumstein (* 1973), Grafikdesignerin
- Bernadette Bürgi (* 1974), Filmproduzentin
- Jonas Omlin (* 1994), Fussballtorhüter

### Andere Persönlichkeiten
- Caspar Diethelm (1926–1997), Komponist und Politiker (FDP)
- Elisabeth Zurgilgen (* 1955), Schriftstellerin und Hochschuldozentin, wuchs in Sarnen auf
- Franz Beckenbauer (1945–2024), Fussballspieler und Fussballtrainer, hatte Ende der 1970er-Jahre seinen Wohnsitz in Sarnen

## Sonstiges
Um 1900 wurde in Sarnen die lebensreformerische Kuranstalt Friedenfels eröffnet.
Die von René Heim erstmals auf dem Glaubenberg bei Sarnen gefundene Nacktschnecke Sarner Schnegel (Limax sarnensis) wurde 2009 als neue Schneckenart anerkannt und nach dem Fundort benannt.